# Тридцятитисячники
Тридцятитисячники — передові працівники підприємств і організацій, партійних і радянських установ, спрямовані Комуністичною партією Радянського Союзу в село в 1955—1957 роках для керівництва економічно слабкими і відстаючими колгоспами з метою підйому колгоспного виробництва в СРСР.
25 березня 1955 року ЦК КПРС і Рада Міністрів СРСР прийняли Звернення і постанову «Про заходи щодо подальшого зміцнення колгоспів керівними кадрами», в якому партійним і радянським організаціям пропонувалося підібрати не менше 30 тисяч добровольців для роботи на керівних посадах в колгоспах. На заклик партії і уряду відгукнулося понад 100 тис. чоловік. З них було відібрано понад 30 тис. найкваліфікованіших і найдосвідченіших працівників, більше 90 відсотків яких складали комуністи. Їх стали називати «тридцятитисячників», більшість «тридцятитисячників» було обрано головами колгоспів.